# 近藤智弘
近藤 智弘（こんどう ともひろ、1977年6月17日 ‐ ）は、愛知県東海市出身のプロゴルファー。身長167cm・体重60kg・血液型B型、専修大学卒業。これまでに、日本ゴルフツアー通算6勝を挙げている。2016年4月からネスレ日本所属。さらに人事総務本部所属の正社員でもある。

## 略歴
12歳からゴルフを始める。東京学館浦安高等学校に在学中、日本ジュニアゴルフ選手権競技で優勝。1998年のアジア大会では個人・団体ともに金メダルを獲得する。また同年、専修大学在学中に日本学生ゴルフ選手権競技で優勝する。
2000年ツアープロに転向する。その年の4月に行われた「つるやオープンゴルフ」でツアーデビューを果たす。2006年5月11日から14日まで行われた「日本プロゴルフ選手権大会」では友利勝良とのプレーオフを制し、ツアー初優勝。国内メジャーでの達成となった。2011年の「つるやオープンゴルフ」では2位と4打差の差で優勝、2008年の中日クラウンズ以来の優勝となった。
体格は小柄ながらドライバーで300ヤード近く飛ばすのが特徴、エースキャディーには森本真祐を起用している。
2009年から登録名を「近藤共弘」（読みは同じ）に改名してツアーに参加していたが、賞金シード権を喪失したことを機に2018年に本名の「近藤智弘」に戻した。

## 優勝歴

### 日本ツアー (6)
| 勝数         |
| メジャー (1) |
| ツアー (5)   |

| No. | 日時          | 大会                             | 優勝スコア            | 打差       | 2位                                   |
| --- | ------------- | -------------------------------- | --------------------- | ---------- | ------------------------------------- |
| 1   | 2006年5月14日 | 日本プロゴルフ選手権大会         | -10 (68-70-71-69=278) | プレーオフ | 友利勝良                              |
| 2   | 2006年9月17日 | ANAオープンゴルフトーナメント    | -10 (69-64-72-69=274) | 1打差      | 真板潔／ 横尾要                       |
| 3   | 2007年6月3日  | JCBクラシック                    | -13 (68-66-68-69=271) | 1打差      | 李丞鎬／ 小山内護／ 小田孔明／ 矢野東 |
| 4   | 2008年5月4日  | 中日クラウンズ                   | -9 (72-68-64-67=271)  | プレーオフ | 藤田寛之                              |
| 5   | 2011年4月24日 | つるやオープンゴルフトーナメント | -19 (66-63-70-66=265) | 4打差      | 増田伸洋                              |
| 6   | 2014年11月9日 | HEIWA・PGMチャンピオンシップ     | -20 (68-66-64-66=264) | 4打差      | 谷原秀人／ Ｈ・Ｗ・リュー／ 藤本佳則  |

#### プレーオフ記録 (2-5)
| No. | 年     | 大会                                    | 対戦相手            | 内容 |
| --- | ------ | --------------------------------------- | ------------------- | --- |
| 1   | 2004年 | JCBクラシック仙台                       | 神山隆志／ 中嶋常幸 | プレーオフ1ホール目で、神山が2オン1パットのバーディー。近藤、中嶋はバーディーパットを外し、神山の優勝。                                                                               |
| 2   | 2004年 | 日本ゴルフツアー選手権 宍戸ヒルズカップ | S・K・ホ            | プレーオフ2ホール目で、ホが2オン2パットのパー。近藤はパーパットを外し、S・K・ホの優勝。                                                                                               |
| 3   | 2006年 | 日本プロゴルフ選手権大会                | 友利勝良            | 近藤がパー、友利がパーパットを外し、近藤の優勝。 |
| 4   | 2006年 | ザ・ゴルフトーナメントin御前崎          | 谷口徹 S・K・ホ     | プレーオフ2ホール目に谷口、ホがパー、近藤が3オン後のパーパットを外す。3ホール目に谷口がバーディー、ホがバーディーパットを外し谷口の優勝。                                             |
| 5   | 2008年 | 中日クラウンズ                          | 藤田寛之            | プレーオフ2ホール目に藤田がパー、近藤が2オン1パットのバーディー。近藤の優勝。 |
| 6   | 2016年 | 東建ホームメイトカップ                  | 金庚泰              | 3ホール目、金がパーを決められ敗れる。 |
| 7   | 2022年 | ゴルフパートナーPRO-AMトーナメント      | 今平周吾            | プレーオフ1ホール目、今平2オン2パットのパー、近藤3オン1パットのパー、大槻3オン2パットのボギー プレーオフ2ホール目、今平2オン1パットのバーディ、近藤2オン1パット目を外し、今平の優勝。 |